# Schwarwald-Stadion
Schwarzwald-Stadion é um estádio de futebol na cidade de Freiburg im Breisgau na Alemanha no estado de Baden-Württemberg, tendo como clube mandante o SC Freiburg como administrador. O estádio faz parte da cidade de Freiburg. Inaugurado em 1954 o estádio tem actualmente capacidade para 24.918 pessoas.
Duas centrais folivoltaicas com painéis solares de uma capacidade de 250.000 kWh por ano cobrindo uma grande parte da energia demandado do clube. Tem piso térmico até mesmo a grama está equipado com mecanismos que protejam o meio ambiente, graças ao aquecimento dos motores ecológicos tipo Stirling.